# تونی (فیلم ۲۰۰۹)
«تونی» (انگلیسی: Tony (2009 film)) فیلمی در ژانر ترسناک و درام است که در سال ۲۰۰۹ منتشر شد.